# Peter Shore
Peter David Shore, Barão Shore de Stepney, (20 de maio de 1924 - 24 de setembro de 2001) foi um político trabalhista britânico e ex-ministro do gabinete, conhecido em parte pela sua oposição à entrada do Reino Unido na Comunidade Económica Europeia. O seu nacionalismo de esquerda idiossincrático levou à comparação com o político francês Jean-Pierre Chevènement. Ele foi descrito num obituário pelo jornalista conservador Patrick Cosgrave como "Entre Harold Wilson e Tony Blair, o único possível líder do Partido Trabalhista de quem um líder conservador tinha motivos para andar com medo" e, juntamente com Enoch Powell, "o mais cativante retórico da época ".